# Gano degli Scornigiani
Gano degli Scornigiani (... – Pisa, dicembre 1287) è stato un nobile italiano, figlio di Marzucco degli Scornigiani.

## Biografia
Dante lo cita in Purgatorio - Canto VI (...e quel da Pisa / che fé parer lo buon Marzucco forte.), collocandolo fra gli spiriti morti per forza, vale a dire deceduti per morte violenta nel pieno della gioventù e che ebbero dunque solo l'ultimo momento della loro vita per pentirsi dei propri peccati; alcuni commentatori propendono tuttavia per identificare con questo spirito il fratello Farinata degli Scornigiani.
La sua menzione, come quella degli altri personaggi della prima metà del canto rimasti uccisi in faide fra le varie città d'Italia, è funzionale alla lunghissima invettiva (la più lunga del Poema) di carattere politico che caratterizza la seconda metà del canto.
Fu fatto uccidere dal Conte Ugolino in quanto partigiano di Nino Visconti "il Brigata", nel contesto delle innumerevoli lotte intestine per il predominio di Pisa che portarono alla vittoria finale dell'arcivescovo Ruggieri.
Il padre Marzucco fu un uomo di grande valore e ricoperse vari uffici in Pisa e altrove e Dante poté conoscerlo, e secondo racconti antichi, al funerale del figlio, senza lacrime e senza ira, esortò i parenti a non vendicarne l'uccisione